# Nyctimene cephalotes
Nyctimene cephalotes es una especie de murciélago de la familia Pteropodidae.

## Distribución geográfica
Se encuentra en Indonesia y Papúa Nueva Guinea.